# Gido Wiederkehr
Gido Wiederkehr (* 8. November 1941 in Rothrist) ist ein Schweizer Maler, Grafiker und Kunstpädagoge. Sein Werk umfasst Malerei, Collagen, Siebdrucke und Kunst am Bau.

## Leben und Werk
Gido Wiederkehr ist gelernter Tiefdruck-Retoucheur und Reproduktionsfotograf. Seit 1962 ist er als freischaffender Künstler tätig. Wiederkehr erhielt 1966, 1968 und 1981 ein Eidgenössisches Kunststipendium sowie 1968 und 1972 ein Kiefer-Hablitzel-Stipendium. Seit 1974 stellt er seine Werke regelmässig in Einzel- und Gruppenausstellungen aus. Der Kunstkredit Basel-Stadt und die Eidgenössische Kunstkommission erwarben Werke von Wiederkehr.
Wiederkehr war zwischen 1977 und 1984 für das Larvenatelier Tschudin tätig. Von 1982 bis 2006 unterrichtete er an der Allgemeinen Gewerbeschule Basel.